# Teorema de Mills
En matemáticas, el teorema de Mills afirma que:
| Existe una constante {\displaystyle \theta } tal que {\displaystyle \lfloor \theta ^{3^{n}}\rfloor } es un número primo para todos los números naturales {\displaystyle n\geq 1}. |

donde {\displaystyle \theta } indica una constante matemática llamada constante de Mills y {\displaystyle \lfloor \theta ^{3^{n}}\rfloor } indica la función parte entera de {\displaystyle \theta ^{3^{n}}}. El teorema fue demostrado en 1947 por Mills
, quien, sin embargo, no determinó el valor de {\displaystyle \theta }, ni propuso ninguna aproximación. Sucesivamente el valor de la constante fue calculado de forma cada vez más precisa. A día de hoy, se desconoce su valor exacto, pero, si es cierta la hipótesis de Riemann, la constante vale aproximadamente
{\displaystyle \theta \approx 1,30637788386308069046...} (sucesión A051021 en OEIS).

## Números primos de Mills
Los números primos generados por la constante de Mills se conocen como números primos de Mills. De nuevo, si es cierta la hipótesis de Riemann, la sucesión de números primos de Mills comienza así:
2, 11, 1361, 2521008887... (sucesión A051254 en OEIS).
Si θ(i) denota el i-ésimo término de esta sucesión, entonces θ(i) puede calcularse como el menor número primo mayor que θ(i −1)3. Para poder asegurar que se produce esta sucesión de números primos al truncar θ3n a su parte entera, para n = 1, 2, 3, ..., debe verificarse que θ(i) < (θ(i −1) + 1)3. Los resultados de Hoheisel-Ingham garantizan que existe un número primo entre dos números cúbicos suficientemente grandes, y esto basta para probar la desigualdad si se parte de un primer número primo θ(1) suficientemente grande. La hipótesis de Riemann implica que existe un número primo entre dos cubos consecutivos y permite, así, ignorar la condición de que los números cúbicos sean "suficientemente grandes" y hacer que el primer término de la sucesión sea θ(1) = 2.
El mayor número primo de Mills que se conoce (a partir de la hipótesis de Riemann) es
{\displaystyle \displaystyle (((((((((2^{3}+3)^{3}+30)^{3}+6)^{3}+80)^{3}+12)^{3}+450)^{3}+894)^{3}+3636)^{3}+70756)^{3}+97220,}
que tiene 20.562 cifras.

## Cálculo numérico
Al calcular la sucesión de números primos de Mills, se puede aproximar la constante de Mills a:
{\displaystyle A\approx a(n)^{1/3^{n}}.}
Caldwell y Cheng utilizaron este método para obtener casi 7000 cifras decimales de la constante de Mills suponiendo cierta la hipótesis de Riemann. No se conoce ninguna fórmula cerrada para calcular la constante, y ni siquiera se sabe si es un número racional.

## Críticas
Hardy y Wright (1979) y Ribenboim (1996) sostuvieron que, a pesar de la simplicidad y belleza de la fórmula dada por el teorema de Mills, esta no tenía ninguna consecuencia práctica en el cálculo de números primos, dado que no es posible conocer el valor exacto de {\displaystyle \theta } sin conocer de antemano los números primos generados.